# ミクタムレコード
ミクタムレコード株式会社は、1978年に東京都新宿区にて小坂忠によって設立された日本初のゴスペル専門のレコード出版会社である。小坂の妻高叡華が代表を務める。2017年6月に新宿区から現在の所沢市へ移転した。

## 出版

### 録音
- グロリアシンガーズ『ひとつの道』MRT-7001
- 小坂忠『主を待ち望む者は』MRT-7002
- ザ・ファミリー/グロリア・シンガーズ/『我ら再び』MRT-7003
- 小坂忠/干場三英子/関根宣義/滝元望『クリスマス・ソング』MRT-7004
- 上原令子『愛されて』MRT-7005
- ミクタム・ジョイフル・シンガーズ『いのちのパン』MRT-7006
- 小坂忠、岩渕まこと/『暁のうた』MRT-7007
- ミクタム・ジョイフル・シンガーズ『金銀は私にはないが』MRT-7008
- 小坂忠/岩渕まこと『ベスト・フレンド』MRT-7009
- ミクタム・ジョイフル・シンガーズ『いのちのパンⅢ』MRT-7010
- ミクタム・ジョイフル・シンガーズ『いのちのパンⅣ』
- グロリアシンガーズ『ワンダフルグローリー』
- 『日本のゴスペルSONG'84』
- 小坂忠/岩渕まこと『歌う旅人』
- 山口博子『ヒロコファーストアクション』
- 『日本のゴスペルSONG'85』
- 小坂忠・岩渕まこと『GOSPEL』
- 久米小百合『テヒリーム33』

### 書籍
- プレイズ・アワー（1983年）
- プレイズ＆ワーシップ（1993年）